# إدواردو وايلد
إدواردو وايلد (بالإسبانية: Eduardo Wilde)‏ هو دبلوماسي وطبيب وكاتب وسياسي أرجنتيني وبوليفي، ولد في 15 يونيو 1844 بتوبيزا في بوليفيا، وتوفي في 5 سبتمبر 1913 ببروكسل في بلجيكا.

## مناصب
- انتخب سفير.
- انتخب سفير الأرجنتين لدى إسبانيا.
- انتخب وزير Ministry of Justice and Public Instruction of Argentina  [لغات أخرى]‏ (14 فبراير 1882 – 12 أكتوبر 1886).
- انتخب عضو مجلس النواب في الأرجنتين.